# Adhémar Schwitzguébel
 (avril 2025).
Adhémar Schwitzguébel, né le 15 août 1844 à Sonvilier et mort le 23 juillet 1895 à Evilard, est un anarchiste suisse, théoricien de l'anarchisme collectiviste, fondateur de la Fédération jurassienne et membre de l'Association internationale des travailleurs.

## Biographie
Son père, militant radical libéral, est patron d'un atelier dans l'industrie horlogère. Le jeune Adhémar y travaille comme ouvrier graveur.
Dès 1866, il adhère à la section de l'Association internationale des travailleurs à Sonvillier. Il la représente au 1er congrès général à Genève, la même année.
Partisan de la propriété collective, il s'affilie en 1869 à l'Alliance internationale pour la démocratie socialiste créée par Bakounine.
Après la chute de la Commune de Paris (1871), il aide la fuite de communards en Suisse en leur fournissant des faux passeports. Il fournira notamment les faux-papiers d'André Léo chez Lucienne Prins. Il s'implique par ailleurs dans les préparatifs de plusieurs insurrections, notamment celle de la Commune de Besançon en mai 1871,,.
Refusant les résolutions du Conseil Général de l'Internationale (marxiste), il prend part, le 12 novembre 1871, à la création de la Fédération Jurassienne à Sonvilier.
Le 2 septembre 1872, il est mandaté au congrès de l'Internationale à La Haye, avec Bakounine et James Guillaume pour représenter le fédéralisme et le refus de l'autoritarisme. Il est témoin de l'exclusion de ses deux compagnons tandis que la sienne, bien que réclamée, est rejetée.
De retour en Suisse, il prend part au Congrès de Saint-Imier qui fonde la Fédération jurassienne ou Internationale anti-autoritaire.
Au chômage, il est contraint de quitter la région et s'installe à Bienne en 1889. Il y poursuit son activité militante et participe à la création d'une Fédération ouvrière horlogère.
Victime de la misère et de la maladie, il meurt à l'âge de 51 ans.

### Notices
- L'Éphéméride anarchiste : notice biographique.
- Centre International de Recherches sur l'Anarchisme (Lausanne) : notice bibliographique.
- Centre International de Recherches sur l'Anarchisme (Marseille) : notice bibliographique.
- Catalogue général des éditions et collections anarchistes francophones : notice bibliographique.
- René Bianco : 100 ans de presse anarchiste - notice
- RA.forum : notice bibliographique.
- Chantier biographique des anarchistes en Suisse : notice biographique.